# Benoît Pedretti
Benoît Pedretti (* 12. listopadu 1980, Audincourt, Francie) je francouzský fotbalový záložník a bývalý reprezentant, který v současné době hraje za francouzský klub AC Ajaccio. Jeho pozice je ve středu hřiště, často plní roli „špílmachra“, playmakera, který dokáže rozdávat překvapivé a přesné přihrávky i na dlouhou vzdálenost.

## Klubová kariéra

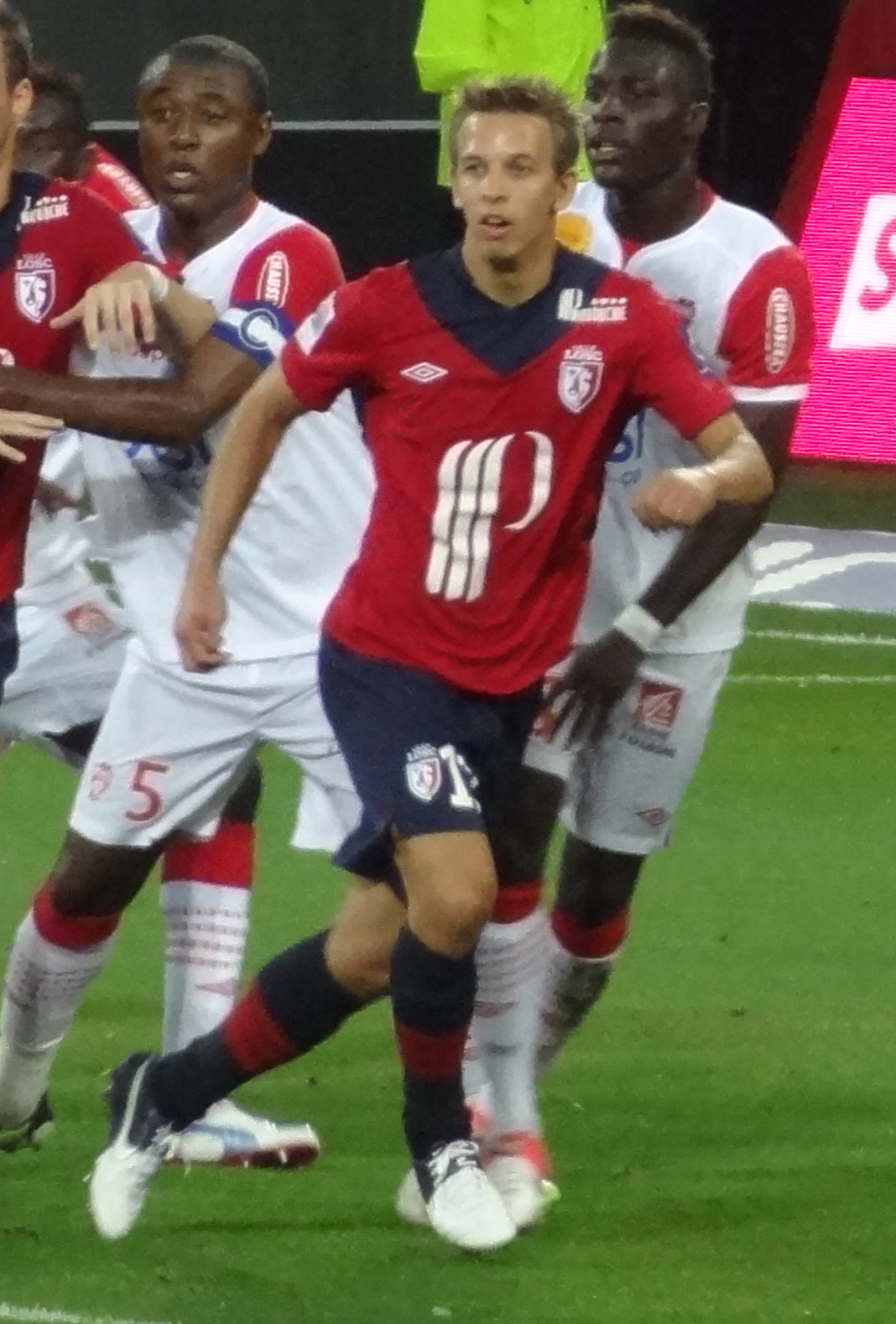
Benoît Pedretti v červeném dresu Lille OSC.

Pedretti hrál postupně v klubech FC Sochaux-Montbéliard, Olympique de Marseille, Olympique Lyon, AJ Auxerre, Lille OSC a AC Ajaccio.
Profesionální kariéru zahájil v FC Sochaux-Montbéliard. V Marseille a Lyonu se neprosadil do základní sestavy (v Lyonu měli přednost hráči jako Florent Malouda a Juninho Pernambucano).

## Reprezentační kariéra
Byl členem francouzských mládežnických výběrů. Zúčastnil se Mistrovství Evropy hráčů do 21 let v roce 2002 ve Švýcarsku, kde Francie podlehla ve finále české jedenadvacítce v penaltovém rozstřelu a získala stříbro.
V A-týmu Francie debutoval 20. listopadu 2002 proti reprezentaci Srbska a Černé Hory (výhra 3:0), dostal se na hřiště v 80. minutě.
Hrál na Konfederačním poháru FIFA 2003, který domácí Francie vyhrála po vítězství 1:0 v prodloužení nad Kamerunem.

### Mistrovství Evropy 2004
Reprezentační trenér Francie Jacques Santini jej zařadil do kádru pro EURO 2004, na turnaji si připsal jeden start, na hřiště se dostal v závěru druhého zápasu základní skupiny B s Chorvatskem (remíza 2:2). Francie vypadla ve čtvrtfinále s pozdějším vítězem šampionátu Řeckem.